# Podskalie
Podskalie (ungarisch Egyházasnádas – bis 1907 Podszkal) ist eine Gemeinde in der Nordwestslowakei mit 153 Einwohnern (Stand 31. Dezember 2024) und gehört zum Okres Považská Bystrica, einem Kreis des Trenčiansky kraj.

## Geographie

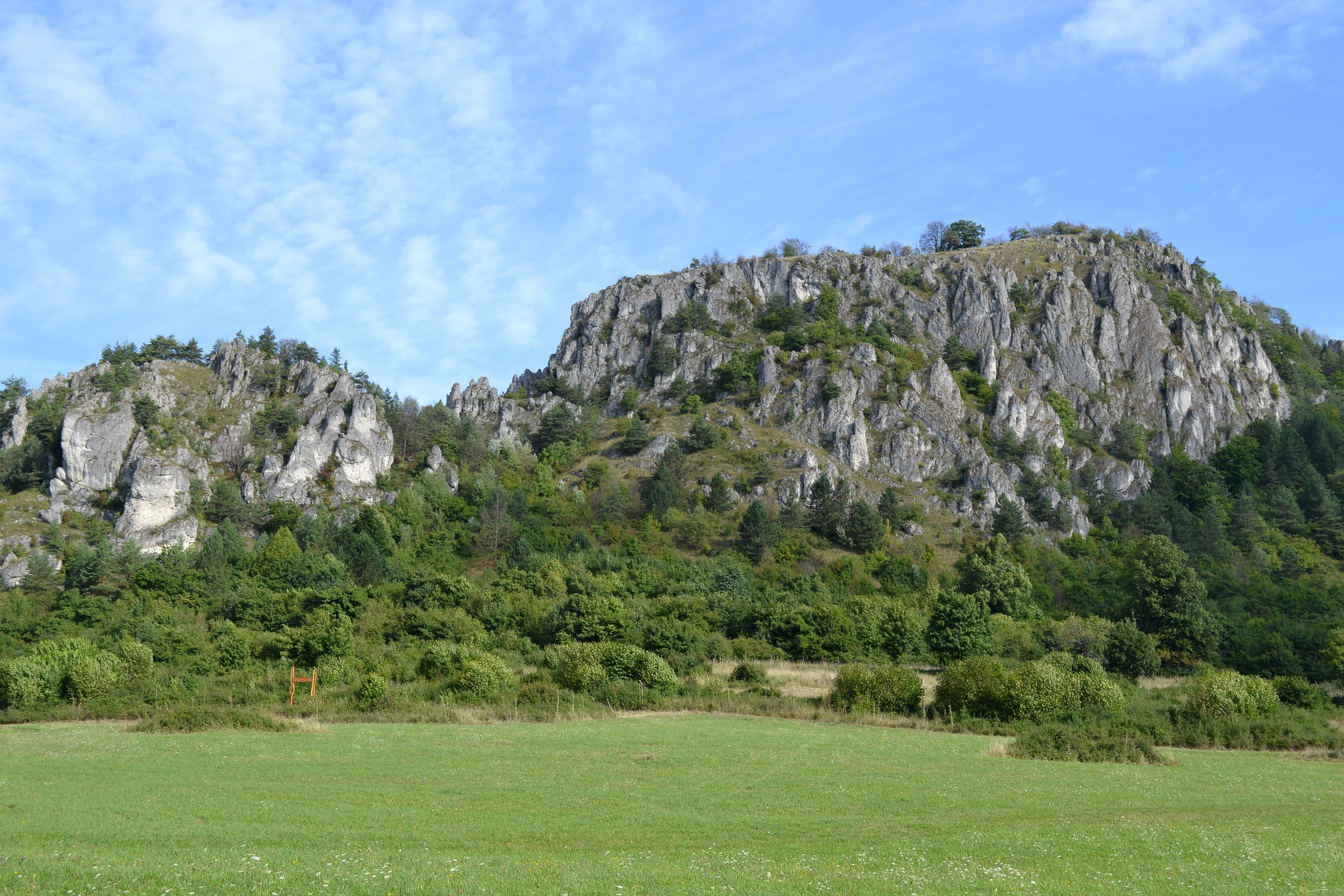
Kalkmassiv Podskalský Roháč

Die Gemeinde befindet sich am südwestlichen Hang des Gebirges Súľovské vrchy im Quelltalkessel des Baches Pružinka im Einzugsgebiet der Waag. Oberhalb des Ortes erhebt sich das seit 1993 als Naturreservat geschützte Kalkmassiv Podskalský Roháč. Das Ortszentrum liegt auf einer Höhe von 358 m n.m. und ist 15 Kilometer von Považská Bystrica entfernt.
Nachbargemeinden sind Považská Bystrica (Stadtteil Horný Moštenec) im Norden, Prečín (Ortsteil Zemianska Závada) im Nordosten, Ďurďové im Osten, Pružina im Südosten, Dolný Lieskov (Ortsteil Tŕstie) im Süden und Westen und Horný Lieskov im Nordwesten.

## Geschichte

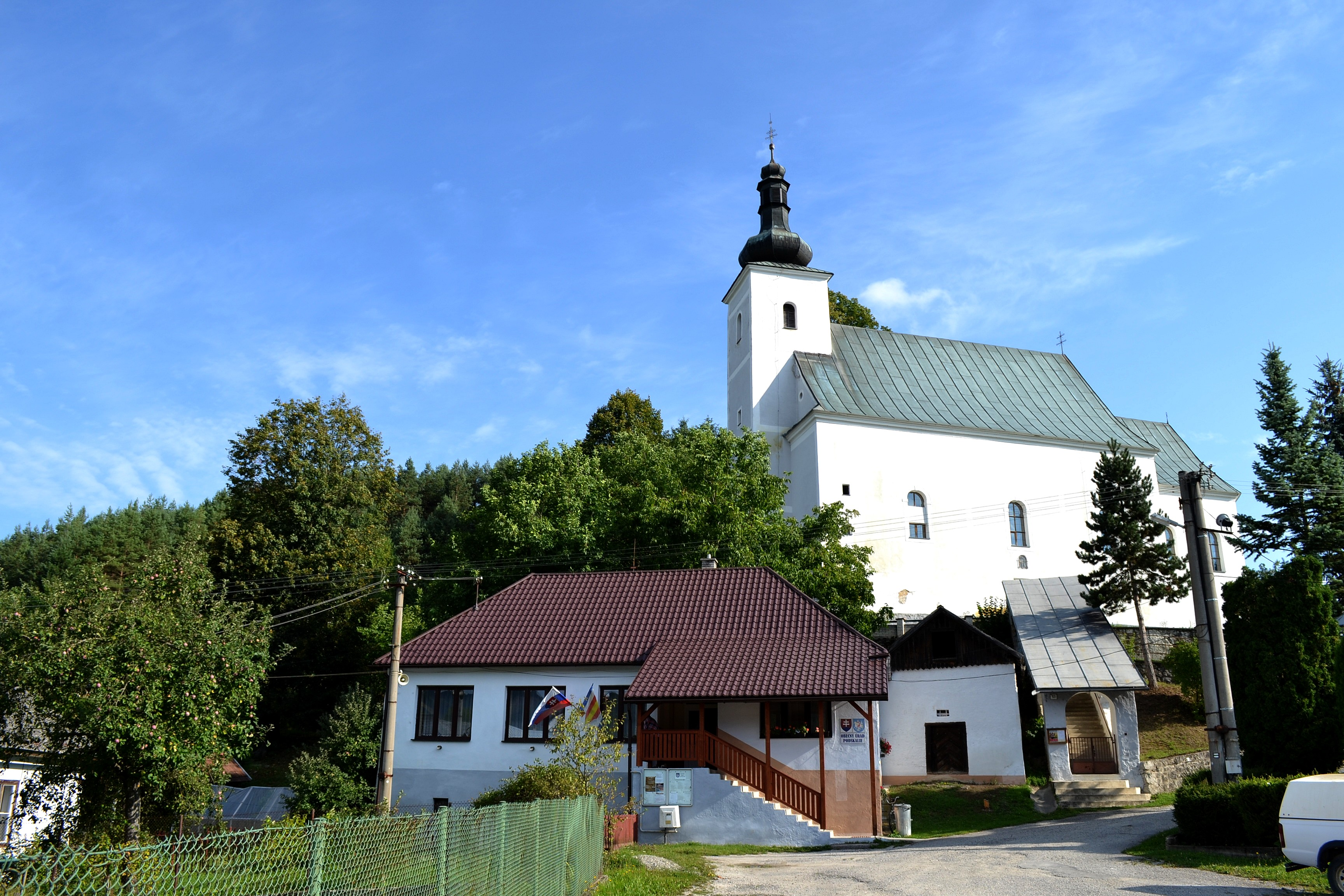
Martinskirche in Podskalie

Podskalie wurde zum ersten Mal 1330 als Egedhazasnadasd schriftlich erwähnt und war Besitz der Familie Lieskovský, später lag das Dorf vorübergehend im Herrschaftsgebiet der Burg Košeca und war zuletzt Besitz des Landadels. 1598 standen 27 Häuser in Podskalie, 1720 wohnten 30 Steuerzahler im Ort, 1784 hatte die Ortschaft 51 Häuser, 60 Familien und 329 Einwohner, 1828 zählte man 46 Häuser und 441 Einwohner, die als Landwirte beschäftigt waren.
Bis 1918 gehörte der Ort im Komitat Trentschin zum Königreich Ungarn und kam danach zur Tschechoslowakei beziehungsweise heute Slowakei. Von 1980 bis 1993 war Podskalie Teil der Gemeinde Lieskov.

## Bevölkerung
| Jahr                | 1994 | 2004     | 2014     | 2024     |
| ------------------- | ---- | -------- | -------- | -------- |
| Anzahl der Personen | 167  | 146      | 128      | 153      |
| Unterschied         |      | −12,57 % | −12,32 % | +19,53 % |

| Jahr                | 2023 | 2024 |
| ------------------- | ---- | ---- |
| Anzahl der Personen | 153  | 153  |
| Unterschied         |      | +0 % |

Gemäß der Volkszählung 2011 wohnten in Podskalie 132 Einwohner, davon 126 Slowaken sowie jeweils ein Rom und Tscheche. Vier Einwohner machten keine Angabe zur Ethnie.
125 Einwohner bekannten sich zur römisch-katholischen Kirche und ein Einwohner zu den Zeugen Jehovas. Zwei Einwohner waren konfessionslos und bei drei Einwohnern wurde die Konfession nicht ermittelt.

## Bauwerke und Denkmäler

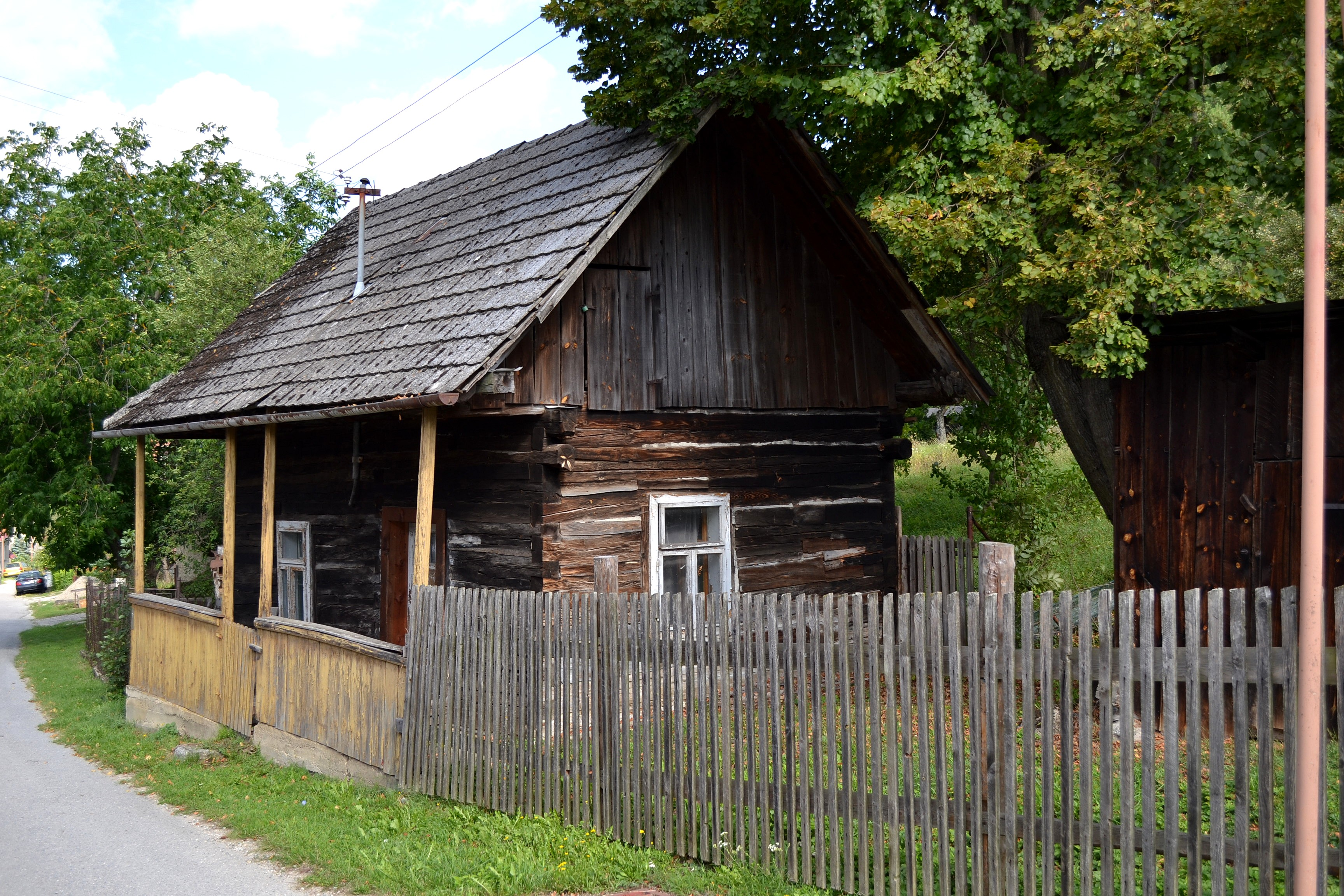
Holzhaus in Podskalie

- römisch-katholische Martinskirche aus dem 14. Jahrhundert, ursprünglich im gotischen Stil gestaltet, zwischen 1750 und 1754 barockisiert
- Kapelle im Barockstil aus dem Jahr 1760